# David Gilly
Pour les articles homonymes, voir Gilly.
David Gilly, né le 7 janvier 1748 à Schwedt et mort le 5 mai 1808 à Berlin, est un architecte prussien d'origine huguenote qui fut directeur de l'académie d'architecture de Berlin.

## Biographie
Les grands-parents de David Gilly quittent la France à la révocation de l'édit de Nantes et s'installent en 1689 dans la colonie de Französisch Buchholz aux portes de Berlin. Leur fils Jacques épouse une huguenote comme lui, née Marie Villemain. Ils donnent aussi naissance à un fils, Charles, qui deviendra médecin.
David Gilly épouse en 1777 Frédérique Ziegenspeck, fille d'un officier du rang berlinois. Elle lui donne un fils, Friedrich, qui deviendra architecte comme son père ; et une fille, Minna, qui fera un mariage malheureux avec Friedrich von Gentz, futur conseiller de Metternich et frère de l'architecte Heinrich Gentz.
Il est mis en apprentissage à quatorze ans et travaille au chantier de canalisation de la Warta. Il passe en 1770 devant la commission chargée de l'admission des futurs maîtres d'œuvre et obtient sa qualification. Quelque temps plus tard, il est envoyé en 1771 à Stargard-en-Poméranie. Il devient directeur d'ouvrage en 1776, puis haut-administrateur des constructions de la province appartenant à la Couronne en 1782. Il est en résidence à Stettin. Responsable de l'entretien et de la construction des bâtiments de la Couronne en Poméranie, il travaille au chantier du port de Swinemünde, aménage celui de Colberg (avec sa célèbre forteresse) et réalise des ouvrages d'art à Stettin qui attirent l'attention du roi Frédéric le Grand. Le roi Frédéric estimait la technique et la science de Gilly, et lui commande des travaux d'amélioration des infrastructures de la province.
Il est appelé à Berlin en 1788 à l'administration des travaux et constructions, il devient alors conseiller secret pour les provinces de Poméranie, de Prusse-Occidentale, de Prusse-Orientale et de Courlande, ainsi que pour l'Altmark ou Ancienne Marche de Brandebourg. Il est nommé vice-directeur quatre ans plus tard. Il s'investit surtout dans les travaux, commencés vingt ans plus tôt, du canal de Bromberg de 1792 à 1801 et dans les installations portuaires de Dantzig et Elbing.
Gilly fonde en outre en 1793 une école d'architecture à Berlin, puis cinq ans plus tard l'académie d'architecture de Berlin, avec Johann Albert Eytelwein, Friedrich Becherer (de), Heinrich August Riedel (de), Carl Gotthard Langhans et d'autres. Il construit pendant ces années ses plus belles œuvres de style néoclassique avec une touche de romantisme, comme en 1796 le château de Paretz, à côté de Potsdam, pour le roi Frédéric-Guillaume III et le château de Freienwalde pour la reine Frédérique-Louise de Prusse deux ans plus tard, ou bien encore, pour l'éditeur Friedrich Vieweg (de) (1761-1835), le palais Vieweg (aujourd'hui musée régional du Brunswick) à Brunswick en 1801.
Il conçoit et réalise en même temps le château de Steinhöfel pour le maréchal de la Cour, Valentin von Massow (de) (1752-1817).
Son fils Friedrich, architecte aussi, meurt le 3 août 1800, ce qui l'affecte beaucoup. Un voyage d'études à Paris en 1803-1804 ne lui ôte pas sa tristesse. Il meurt le 5 mai 1808 à l'âge de soixante ans. Il est enterré au cimetière protestant de la paroisse de Jérusalem et de la nouvelle église. Sa tombe a été retrouvée en 1938 et restaurée.

## Œuvres principales

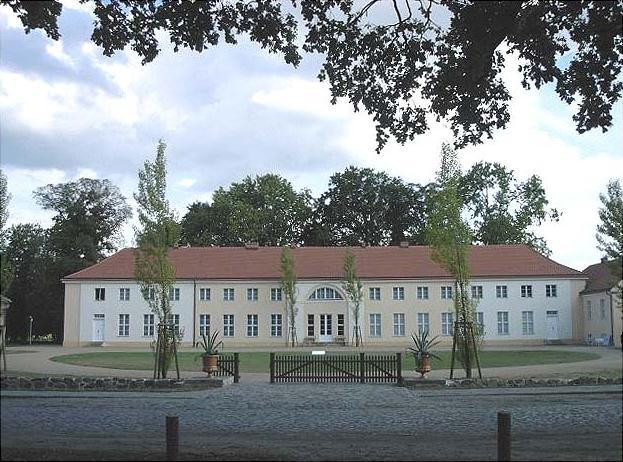
Vue du château de Paretz

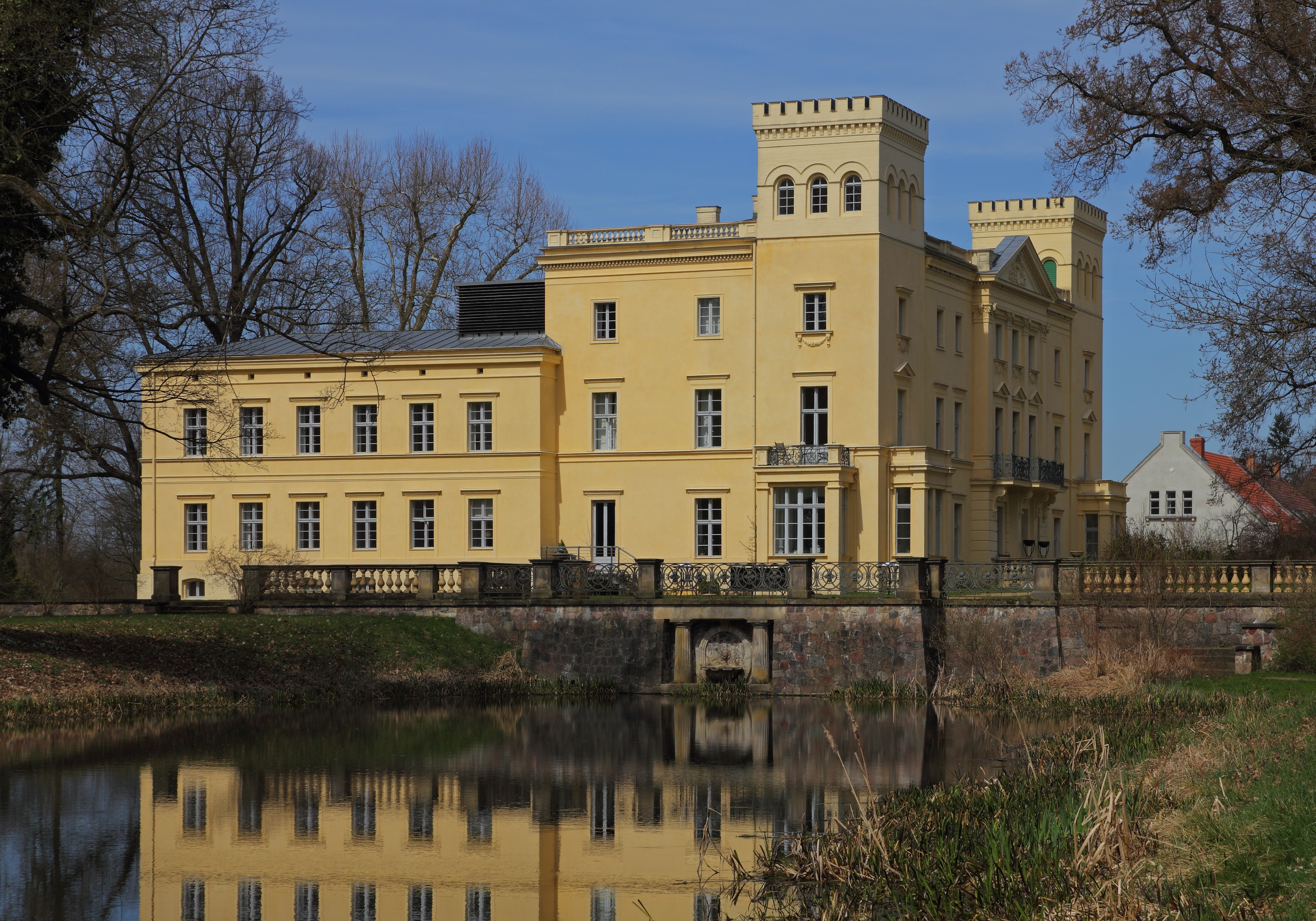
Château de Steinhöfel

- Port et église de Swinemünde 1785-1792
- Château de Steinhöfel 1790
- Manoir de Kleinmachnow 1796-1803 pour la famille von Hake (de), détruit en 1943
- Château et village de Paretz 1797-1805
- Canal de Bromberg
- Palais Vieweg à Brunswick 1798-1804
- Château de Freienwalde 1798
- Manoir de Steglitz 1804, pour Carl Friedrich von Beyme (1865-1838)
- Château de Güterfelde (de) 1804 pour August Friedrich von Grothe-Buckow
- Rathaus (mairie) de Landsberg and der Warthe 1805
- Caserne des cadets de Kalisch